# Monoblastiales
Monoblastiales is een orde van Dothideomycetes uit de subklasse Dothideomycetidae.

## Taxonomie
De taxonomische indeling van Myriangiales is als volgt:
Orde: Myriangiales
- Familie: Monoblastiaceae
- Familie: Sphinctrinaceae